# 緋彈的亞莉亞
《緋彈的亞莉亞》是MF文庫J出版的輕小說系列，通稱「緋彈」、「亞莉亞」、「緋亞莉」，作者赤松中學，插圖小舞一，目前日本已推出至第42卷。繁體中文版由尖端出版代理。简体中文版由天闻角川代理發行，湖南美术出版社出版。本作與同作者作品《魔劍的愛莉絲貝兒》共有世界觀，主角原田靜刃與愛莉絲貝兒亦於本作登場。截至2020年12月為止，輕小說日版累計發行量突破900萬本。2023年，本作迎來連載15週年，同年12月發行本篇40卷並開啟15週年特別企劃。
同名漫畫《緋彈的亞莉亞》和四格漫畫《緋彈的小亞莉亞》均於《月刊Comic Alive》連載。外傳漫畫《緋彈的亞莉亞AA》於2010年11月發售的雜誌《YOUNG GANGAN》開始連載。2011年4月至6月播放電視動畫《緋彈的亞莉亞》。2015年10月至12月播放《緋彈的亞莉亞AA》。

## 故事簡介
為對抗殘暴罪犯，存在著警察無法應對的治安危機的世界之中，出現了一種彌補警察不足的武裝偵探，在法律限制內解決個人或組織的委託，通稱「武偵」。2009年，東京武偵高中是專門培育武偵的特殊學校，學生的義務是必須攜帶槍械與刀劍，在這所學校偵探科二年級的男主角遠山金次，被自己所擁有的某種特殊體質（一種會在某種契機之下使大腦細胞高度活性化，並且附帶某種奇怪的副作用）所深深困擾著，對於這一點他始終希望對其他人保密，只祈求能過平凡的校園生活…
可惜事與願違，二年級的遠山金次在某天上學途中被捲入一起「武偵殺手」的炸彈魔攻擊，在身處絕境時，一位美少女從天而降，從此金次與強襲科的超精英─S級武偵神崎·H·亞莉亞相遇（外表可愛、身材嬌小卻非常有能力，同時也是個狂暴並富有攻擊性的女孩），就這樣，被迫與最強武偵亞莉亞組隊的金次，開始了面對兇惡罪犯的日常生活，而他冀望的平凡生活也逐漸遠去…

## 用語

### 武偵相關
武偵（武裝偵探）
為了對抗凶惡化犯罪而新設的國家資格。
武偵等級由低到高為E級、D級、C級、B級、A級、S級以及R級。
S級的評定標準是可以單人對戰一個特種部隊中隊。而R級則可以對戰整個大隊，甚至可以單人滅掉一個極小國的全部軍隊。
S級的人數極少，R級更是全世界僅有七名的強者（取Royal字的頭字R，代表其實力足以單獨保護國家元首或王室）。
E級之下，還有一般不會用到的F級。
超偵
泛指使用超能力進行搜查及作戰的武偵。
超偵以G為等級，G後面會有帶有數字，數字越大代表能力越強。
雙武者
會使用雙刀、雙槍或是任何雙手同時使用武器技巧的武偵通稱。
亞魯卡達
在武偵之間廣泛流傳的一種近身格鬥技的通稱。
在防彈技術長足進步的時代，多數的手槍彈藥已經無法打穿武偵所穿著的防彈衣，而兩名穿著防彈衣的武偵之間發生近距離格鬥戰時，手槍不是一種貫穿殺傷性武器，而是作為一種重擊武器被使用（被擊中雖然打不死，但還是會很痛），這種戰鬥就被稱為亞魯卡達。熟練的武偵甚至能利用手槍的衝擊力加速或是改變身體軌跡。
不只是手槍，多數擁有雙武者稱號的武偵也會交替使用小刀或是匕首等近身武器作戰。
武偵憲章：
1. 武偵憲章第一條：相信同伴，幫助同伴。
2. 武偵憲章第二條：與委託人訂下的契約，必須確實遵守。
3. 武偵憲章第三條：要有實力，不過在那之前，必須先走在正道上。
4. 武偵憲章第四條：武偵應當自立自強，對方沒求援就不該出手干涉。
5. 武偵憲章第五條：行動快速。武偵必須以先發制人為第一宗旨。
6. 武偵憲章第六條：自我思考，獨立行動。
7. 武偵憲章第七條：凡事要做最壞的打算，樂觀去行動。
8. 武偵憲章第八條：任務必須徹底完成。
9. 武偵憲章第九條：放眼世界。展翅高飛，不分國籍人種，共同奮戰。
10. 武偵憲章第十條：不要放棄，武偵絕不放棄。

（此憲章是以作者在高中時的母校校訓為藍本，並加以修改而成。）
注意：此為作品中國際武偵聯盟創立的憲章，與日本武偵法不同，勿混淆。

### 武偵高中相關
武偵高中
培養武偵的綜合教育機關，以所在地命名，如：東京武偵高中、神奈川武偵高中、羅馬武偵高中……等。
大多數的武偵高中科目都差不多，不過有可能因地域的關係有些微差異。如羅馬武偵高中的超能力者科系不是「超能力搜查研究科」而是「除魔科」。
東京武偵高中
位於彩虹大橋南方，設立在南北長2公里、東西長500公尺的人工浮島上的武偵綜合教育機關，除武偵專門學科以外也會教授一般高中的學科。校規明文規定學生在校內必須隨身攜帶槍枝與刀械。
校方會接受來自民間的委託，交由學生完成（委託的報酬全數由學生領取）。做為實務培育的一環，在校生每年除固定的學科考試以外，必須完成一定數量的委託，兩者有一項沒過就會被留級。
東京武偵高中的學科
強襲學科
- 強襲科（Assault）

培養學生使用手槍、刀劍、以及用於近身戰的武器，進行危險的突擊逮捕行動。別稱「沒有明天科」，危險度為武偵高中的學科之首，據說年平均死亡率為3％。 生存率為97.1%，每年每一百名學生中大約會有三名學生在任務或訓練中死亡。
- 狙擊科（Sniper）

培養學生使用狙擊槍進行遠距離作戰支援。
諜報學科
- 諜報科（Lezzad）

以蒐集針對犯罪組織行動和破壞活動的情報為主的學科。
- 審訊科（Dagula）

以針對犯罪嫌疑人的審訊技巧為主的學科。要需學習敘事、心理學、科學、解剖學等對人類使用拷問的方法。
另外還會學習如何從部門信息決定是否收押犯罪嫌疑人。
偵探學科
- 偵探科（Inquesta）

以培養偵探技能、推理技能、調查分析能力為主的學科。
- 鑑識科（Repier）

犯罪現場取證及法醫鑑定等技能為主的學科。
後勤學科
- 裝備科（Amdo）

武器裝備採購、調配、改裝為主的學科。
- 車輛科（Logi）

以學習車輛、船舶、飛機等運輸工具的普通與特殊操作技能（如戰術駕駛等）為主的學科。
通信學科
- 通信科（Connect）

通信器材使用、情報共享交流技術為主的學科。
- 情報科（Informa）

使用情報處理終端對蒐集來的情報進行整理的學科。
衛生學科
- 衛生科（Medica）

培育活躍於武偵活動的現場，以現場、初期及緊急處理為主的現場醫療人員。需要一定程度的戰鬥力，相當於傳統軍隊的醫護兵。
- 救護科（Ambulace）

培育服務於武偵醫院的醫師為主的學科。
研究部
- 超能力搜查研究科（SSR）

通稱「S研」或「超偵」。是研究並培養超能力等方面人才的學科。
- 特殊搜查研究科（CVR）

通稱「C研」。成員全部都是美女、美少女、美人等等，是招募培養『讓有特殊興趣的人也會追求的女性』的特別專門學科。
在特殊條件下進行犯罪調查的學科，主要教授「色誘」、「滲透」等非正規調查方法，同時亦注重家政、藝術等方面的培訓，培養出近似於特務人員的全能武偵。
由於成員組成與教授科目的關係，也常承接其他科的特殊服裝訂製工作，作品精緻但是價格昂貴。
中學部
武偵高中附屬中等學校，教授武偵基礎知識，培育基本戰鬥能力，武偵高中學生的主要來源。
教務部
- 教務科（Masters）

教授武偵專門學科的教師，以前任武偵為主，據說也有各國前特種部隊成員、雇傭兵、黑手黨、殺手等。
- 一般教科（Norumare）

教授一般高中學科的教師，基本上是普通人，也有少數前任武偵。
名古屋武偵高中
通稱「ナゴジョ」，全校有9成左右的學生隸屬強襲科，偏向軍人養成的鷹派武偵高中。
小賣部
由武偵高中直營，名為“購買部”的店鋪群，包括超商在內，從學校食堂到食品購買部、電器購買部、日常用品購買部、書籍購買部以及裝備品購買部等等，分佈在學院島的各處。
一般而言，武偵高中學生們最先想到的就是“軍火購買部”，販賣從駐日美軍和武偵企業那裡採購的槍械、彈藥、爆裂物等軍火。
轉裝生
指女扮男裝或男扮女裝到學校來上課的學生。
為了應對特殊情況下的犯罪搜查，只要獲得教務科的許可，學生即可變裝到校上課。
雖然此情況非常稀有，但每學年多半仍會有一至二個的申請案出現。
羅密歐
指男性版的桃色陷阱。
當面對正面交戰無法獲勝的女性目標時，派遣目標喜歡類型的男性接近。同桃色陷阱，借美色策反，或者套出機密。
不過此法比一般的桃色陷阱難度要高得多，因為女性對此類狀況通常擁有較高的警戒性。
全世界開設此專科的只有柏林和曼谷武偵高中，多數武偵高中都沒有設立此專科。
戰徒制
由高年級生與低年級生自由組合，為期一年的兩人一組式指導特訓契約。雙方皆為男性稱為「戰兄弟」（戦兄弟、アミコ），女性則為「戰姊妹」（戦姉妹、アミカ），但是並沒有限制必須要同性，異性也可以結為戰徒。
徽章戰（エンブレム）
強襲科特有的戰姐妹配對比賽。戰妹一方只要能在30分鐘內搶下目標戰姐身上所配戴的印有武偵高中校徽的「徽章」，雙方就能結成戰姐妹契約。
三天內解約規則（スリーデイズ・キャンセル）
戰姐妹契約完成後72小時內，如果戰妹能在決鬥中打贏戰姐，就能解除契約；而戰姐如果被戰妹打敗，該年度就不能再與任何人締結契約。
木工包圍戰
為武偵高校的名産，最為殘酷的決鬥方法之一。白雪等人為了向遠山金女（GⅣ）復仇，考慮到金女來自美國而選用的當地常用決鬥方法。
是將美國伐木工間決鬥的方式加以編排後的産物。
規則：
- 由配備防彈裝備的武偵們分散站成一個圈，圈中就是決鬥場。
- 參與決鬥者不得中途離開或退出，在其中一方投降或是無法行動時結束。

根據規則的附則，當決鬥者想要逃出圈時，組成圈的人可以立刻發起攻擊。受到圈的攻擊被逼回中央，又會受到敵人的攻擊。在這樣往複期間，逃跑者會不斷受到打擊，直戰到身負瀕死的重傷。
而且組成包圍戰外圍的人，除了不能讓決鬥者逃掉之外，並不會要求中立。因此即使在外圍，也分為敵我。
助手
在木工包圍戰中可以協助決鬥者1次的人。
助手可以為防止雙方陷入膠著、防止死亡事故，以及其他任何理由而出手一次。但是之後不能再做出任何直接干涉決鬥的舉動。

### 特殊道具及能力
武偵彈（D‧A‧L）
針對經常出入危險地帶而有特殊需求的武偵特別製作的子彈，依製作手法的不同，也有不需要用槍枝擊出就能發揮作用的子彈。
擁有非常多的類型與各式各樣的功能，從基本的閃光彈、音響彈，到強力的燃烧弹都有。用的好的話甚至可以在關鍵時刻救命。
由於製作工藝複雜，無法以機械量產，只能由少部分頂級工匠純手工製作，因此每一顆武偵彈的價格都極其昂貴，甚至可達數百萬日圓。
第五卷金次與夏洛克對戰、第七卷蕾姬與狙姊對戰以及第十一卷亞莉亞與GⅢ對戰時都曾使用。
武偵彈倉（D‧A‧L‧M）
通稱「粉彩筆」，簡單而言就是裝滿武偵彈的裝備盒。
盒中的子彈有燃燒彈、穿甲彈、破碎彈、飛散彈、閃光彈、音響彈、煙霧彈等多種必殺或間接武器。
大蛇
為遠山金次在開發出特殊技「空手偏彈」後又追加的專用防具，目的是為了保護手指不被過強的風壓扭傷。
委託平賀文製作，使用了不少高價材料，價格不斐。
手套本體以克維拉（TNK）防彈纖維製成，食指與中指的第二指節內側加裝了碳化鎢與鈷製成的超合金片，
並塗上了氮化鈦以進一步強化防禦力。
在狂怒模式下，金次甚至能憑藉大蛇徒手貫穿鋼板。
纖維彈
為平賀文所開發的子彈，外觀為9毫米鲁格弹。可以在開槍時伸展出繩索。開發目的是失去皮帶上內藏的鋼索後仍然有備用繩索。
子彈會在飛出槍口的同時分離成滯空彈頭與前進彈頭。滯空彈頭設有阻氣裝置，會在槍口附近滯空兩秒左右，彈頭上有藍光壓感發光塗料以利辨識。而前進彈頭會飛向前方，著彈的同時將附有黏著劑的炭粒子固定在著彈位置上。
兩顆彈頭之間夾著著能成爲繩索的複相液態芳綸，該液體可在兩顆彈頭間拉伸成絲狀，直徑1微米約可承載0.2噸。
該液體是由京都化纖開發的產品，而平賀文則將其裝在子彈裏，並申請了專利。
因為一顆子彈能夾帶的液體數量有限，因此有效距離只有25公尺，再長繩索就可能會因為太細而斷掉。
金次在加里奥上方的機翼上幾乎被GⅢ從飛機上摔下去時，使用貝瑞塔M-92FS手槍發射纖維彈重新站在機上，同時使用戰鬥中脫臼的自我複位法將脫臼的左肩複位。
特拉納
一個緋色的護目鏡型裝置。英文全稱為The Tella Net Assist system，只有美國的五角大廈、洛斯阿拉莫斯國家實驗室才使用。
簡單而言就是把手機、網際網路連線裝置、播放器、軍用無線電整合在一起的高端情報界面。
雖然只靠眼球的細微運動就能操作，不過也可以讀取腦波模式，在使用者思考的同時就能提出建議。
顯示器是由光學多層膜構成。內側鍍有半透明的類液晶薄膜，會持續顯示出必要的信息，使用時就像思想直接連到網路上一樣。
非賣品，因爲是試驗機所以價格不斐，一個終端機造價就要近2、3千萬美元。
GⅣ／遠山金女就是使用這裝備與巴斯克維爾女性成員戰鬥，其後亦以這裝備獲得星伽白雪的家務能力和模仿峰理子所玩的成人系戀愛遊戲《妹妹是哥德蘿莉少女》。
滯空裙甲
第十一卷時首度登場，由平賀文研製。
在防彈制服裙子的背部以及四周外側，裝備著裝甲護腿板和七個高能小型火箭推進器兼姿勢控制翼，從下端各自噴出噴射炎。
亞莉亞在GⅢ第三度回到東京時首度使用並從學院島飛往東品川的品川火力發廠。
爆發模式（Hysteria Savant Syndrome）
通常爆發模式
遠山家男性代代相傳的遺傳病。由於爆發模式的原來功用是繁衍後代和保護女性，因此在爆發模式下對女性會異常溫柔，對女性的請求會完全服從。正如金次所言，就是在扮演「對女性很有魅力的男性」，總是在守護女人，做那些挑動女人心的行為。而進入爆發模式的鑰匙是令自身性興奮。
當感受到一定程度以上的性興奮時，就會分泌出約為常人30倍的β內啡肽，以此種神經傳遞物質為媒介，會讓大腦、小腦、脊髓等中樞神經系統的活動急劇亢進。
爆發模式會給大腦新皮層，以及全身神經系統帶來極大的負擔，如果加強超過某個極限，可能會出現神經系統中斷。
Hysteria Normal（普通爆發模式）
會發揮比平時高30倍的戰鬥能力，智力與身體都會得到飛躍性的提升。正如遠山金次所言，擁有這種特性的人，只要因性方面而興奮起來，就會暫時性的進入超人狀態。由於爆發模式會耗用身體大量能量，使用過後會變得疲累，所以爆發模式通常只能維持數十分鐘。
其他進入爆發模式的手法：
- 遠山金四郎：據說只要看到女性的皮膚就能進入爆發狀態，是個很能想像的人物。
- 弗拉德：虐待女性，同時變回其原形的吸血鬼型態。
- 加奈（遠山金一）：藉由特殊方法（裝扮成絕世美女）長時間維持爆發，使用後會先進入時間長短不一的「朦朧期」，然後就要進入為期兩週的「沉睡期」。然而剛剛結束休眠以後會因為自律神經混亂而無法調節體溫。所以即使是在盛夏，也會穿著漆黑的大衣和薄皮手套。
- GⅢ（遠山金三）：透過接觸到美麗的事物（如藝術）時，腦中湧現出β內啡肽進入爆發模式。不論實物還是聲音，只要不會感到厭煩就可以隨時進入爆發模式。

爆發模式衍生型
Meza Hysteria（臨界爆發）
語出自遠山金次。性興奮是要慢慢給身心變化的東西，如果在變化的過程中出現了突發事件，其爆發模式就會因太淺而止步於此，只會在短時間內稍微地提升能力。
Hysteria Agonizante（瀕死爆發模式）
受到瀕死重傷的男子，在死前出現強烈的留下子孫的本能，會得到強化的爆發模式。
Hysteria Berserker（狂怒模式）
當親眼看到其他男人奪走了女性時就會出現的爆發模式。
狂怒爆發模式會加重對自己以外男性憎惡和嫉妒那些負面感情的危險狀態，即使對女人也會粗暴，有時甚至會用暴力奪去女人的一切。戰鬥能力比普通爆發模式時增大1.7倍，而且幾乎是無維持時限，代價是思考會充滿攻擊性，以及會不安定的時隱時現（尤其在首次啟動時）。狂戰士模式下無法周密思考，容易忽略戰鬥中的小細節而使對手有可乘之機，在第八卷曾經啟動狂戰士爆發模式與華生對戰，因無法周密思考，導致身上所有武器遭敵人以細小動作摸走。
Hysteria King（王者爆發模式）
親眼看到身邊的女人遭重創時就會出現的爆發模式，经历过数度狂怒模式后的发展型，性质与一只雄性与多数雌性构成群落的猛兽类似。
王者爆發模式下思考極其周密，能察覺到一般人無法發現的小細節。每看到一個女人被重創，戰鬥力便增大為一般HSS的1.2倍。在第11卷因金次看到白雪、貞德、亞莉亞被金女擊倒而理子、金女又被GIII擊倒因而開啟王者爆發模式。因看到亞莉亞等5人遭擊倒，戰力成長為1.2的5次方，當時戰力為普通HSS的2.5倍，一般狀態的75倍。
缺點是容易令腦以及全身神經都承受過大的訊號脈衝，神經有被過大的訊號破壞的危險，金次也僅僅是勉強撐住。
女性爆發模式
與上述的男性爆發模式作完全相反的身心變化，使女性變得柔弱令人憐愛。正如金次所言，就是在扮演「讓男人想要守護的女人」，做出吸引男人心的舉動，因此在此狀況下，毫無戰鬥力可言。
腦神經傳遞物質亢進劑貼片
尖端科學結晶，外觀是一個1 厘米的四方紅色紙塊。
正如字面之意，用以增大爆發模式的出力。
連洛斯阿拉莫斯都因為有生命危險而停止使用，讓人聽到成分以後連碰都不敢碰的禁藥。
色金
稀有的金屬，色金是能與人心相通的金屬，能與色金心意相通的心靈是有限的。
緋緋色金（緋彈）
一種世間少有的緋色特殊金屬，照夏洛克的研究所說，持有這種金屬的人可以獲得強大的超能力。理子所持有的十字架裡也含有少量緋同位金屬，但要完全繼承並發揮緋金的力量還需要三個條件：
1. 熱情而有極高的自尊，且有著像孩子一般的個性。
2. 作為女性的心理必須得到成長。
3. 在繼承者的能力覺醒之前，最少必須要與緋彈共處三年。必須像孵蛋的鳥兒一樣，片刻不能離身。

持有緋金的人身體的成長會處於停滯狀態，夏洛克可以多活100多年、亞莉亞長不高都是因為如此。
緋彈的繼承
根據夏洛克·福爾摩斯的說法，就像一個世紀前世界需要他來維持平衡一樣，身為更適任緋彈人選的亞莉亞，是新時代所需要的繼承人，因此便透過與亞莉亞的「緋光」對撞所產生的曆鏡，將自身所持有的緋彈打進了13歲的亞莉亞體內，也因此讓亞莉亞的髮色與瞳孔變成了桃紅和紫紅色。
殼金七星
色金可以與人產生連結，這種連結分為兩種，一種是超能力者的能力來源「法結」，另外一種則是與心靈連結的「心結」。
質量越大的色金就越容易與人產生過剩的連接，無論是「法結」或是「心結」皆是如此。
特別是「心結」，一旦色金與人的連結過於密切，心就會被色金強制同化，最終，持有者將會被色金強制附身。
被緋緋色金附身的人稱為「緋緋神」，持有者會被緋緋色金的本質—戰爭與戀愛之心掌控，化作災神。
七百年前曾經出現過一名「緋緋神」，他蠱惑帝王發動戰爭，造成了極大的災禍。最後被遠山侍（當時的遠山家當主）與星伽巫女聯手斬殺。
當時的巫女們為了避免再度發生悲劇而製造出了「殼金」。「殼金」也就是一層人造的外殼，像鍍金一樣將殼覆蓋在色金表面，以杜絕心結、僅允許法結。只要罩上七層「殼金」就可以完全避免心結，所以又稱為「殼金七星」。
「法結」的連結時間在罩上殼金後將會延長至三年，這也是夏洛克所說的繼承的條件之一－最少要完成法結，否則保護不了色金。
「殼金」的製作非常繁雜浩大，需要收集大量金剛石、青玉、紅石、翠玉等材料，還得有上百名巫女共同鍛煉才可製成，且殼金製成後至少需要百年的時間來適應色金。
亞莉亞身上的殼金在第八卷被希爾達破解離體，不過梅亞與玉藻當場就奪回兩個，第九卷打倒希爾德後又奪回一枚。
由於「殼金」不足，亞莉亞目前處於緩慢向「緋緋神」轉變的危險狀態，玉藻甚至要求金次利用亞莉亞對他的信任在必要時殺了她。
第十七卷末，亞莉亞知道了爆發模式以後，終於被奪去意識而且變成了緋緋神。
瑠瑠色金
於內華達州51區發現的色金。
璃璃色金
蕾姬在故鄉與璃璃色金相處了很長時間能與璃璃色金心意相通，而蕾姬的頭髮因長期與璃璃色金在一起而受了影響，由原本的銀灰色變為現在的顏色。
但璃璃色金厭惡人心，認為人心會帶來災難。烏魯斯敬配於璃璃色金，其歷代公主封閉自己的心，將心獻給了璃璃色金。
璃璃色金與緋緋色金是永遠的敵對狀態，當其中一方活躍時就會造成另一方的不滿而反彈，最直接的影響就是超能力者的能力會開始出現衰弱或不穩的情況。
璃璃色金就是蕾姬口中的「風」，在原作第六卷中似乎與其斷了聯結。

#### 近身類
砍子彈／彈斷
遠山金次的絕技，只有在爆發模式下才能發動的特殊技。
透過爆發模式的超強動態視力捕捉跳彈的軌跡，並利用刀子將子彈砍下。
GⅢ的版本為彈斷，在爆發模式提升到普通的100倍以上可一次斬斷2發.50 AE子彈。
二指空手奪白刃
遠山金次的絕技，只有在爆發模式下才能發動的特殊技。
透過爆發模式的超強動態視力捕捉刀劍的軌跡，並只使用兩隻手指緊緊夾住敵方的刀劍。
初次使用是在第二卷對上貞德·達魯克，用食指和中指夾住了其聖劍杜蘭朵，讓白雪有機會使用色金殺女以「緋緋星伽神」將杜蘭朵砍斷。
在第五卷對夏洛克決戰的最後，夏洛克先以這技法接下金次的蝴蝶刀，其後金次亦以這技法接下夏洛克的薩克遜長劍。
櫻花
遠山金次的絕技，只有在爆發模式下才能發動的自損技。
爆發模式下的反射神經，讓金次的身體發出的瞬間爆發速度，分別是腳尖一百公里、膝蓋兩百公里、腰部及背部三百公里、肩膀和手肘五百公里，以及手腕一百公里。同時移動這些部位的話，即使只有一瞬間，攻擊時速的總和將會達到驚人的一千兩百公里，成為超音速的攻擊。
攻擊突破音障的瞬間，刀的後方會出現像是櫻吹雪般的蒸氣錐，映著被衝擊波撕裂的右臂飛濺而出的鮮血，彷彿沾滿鮮血的櫻花花瓣，所以這招才被金次命名為「櫻花」。使用後，發動攻擊的右臂會整隻廢掉，短時間內難以恢復。其後金次將速度減至亞音速才不至自損。
加奈的版本為樱花吹雪，只是改以鐮刀使出，而且加奈並不需要藉由損傷身體就能輕易使用，加奈與金次的實力差距由此可見一斑。
GⅢ的版本為流星，姿勢類似古代奧林匹克短跑起跑，在爆發模式提升到普通的100倍以下，連金次使用絕牢也難以完全防禦。
螺旋
櫻花的衍生技。
先用手臂將自己的身體環抱住，然後腰和背極限向左扭伸，全身作最大程度地扭曲，此舉可積聚極大的勢能，並可將全身的力量一口氣放出。
相對於直線型的“櫻花”是有區別的，是以速度與之匹敵的回轉速發出重擊。同櫻花，金次本身也只能在爆發模式下才能使用。
在裝備「大蛇」後，可以搭配子彈逸一同使用，稱為「子彈回射」，可令子彈做不同程度的轉彎，最多可達180度。
第八卷金次在狂怒模式下以此打敗華生；第九卷對希爾德的戰鬥亦發動過，令子彈迴轉攻擊希爾德的魔臟。
GⅢ的版本為蜷局，在爆發模式提升到普通的100倍以下可以幾乎沒有移動身子，僅用手臂就完成單手偏彈。
頭槌
遠山家代代祖傳的真正秘技，不在爆發模式下亦能發動的絕技。說穿了就是以自己的頭部撞上敵方的頭部。
初次使用是在第五卷對夏洛克決戰的最後，在雙方都使用二指空手奪白刃下，金次在狂怒模式下使用這技法擊敗了夏洛克。
在第七卷末，金次亦使用這技法把武藤撞暈，使其得以保著貞德給他的信。
在第十一卷金次與GⅢ戰鬥的最後，雙方都使用這技法作最後一戰，最終金次擊敗了GⅢ。
橘花
遠山金次的絕技，只有在爆發模式下才能發動的特殊技。
櫻花的衍生技之一。當被近身類的攻擊時（用拳腳攻擊之類），爲了身體能承受不至被破壞的最大力量，用了向量完全相反的櫻花。這是用來減速防禦的第二個櫻花。
第十一卷金次與GⅢ戰鬥中所創作的新技能，不過因為太過亂來而令腿受到相當嚴重的傷害。
空手偏彈
藉由雙手食、中指交叉成#字，讓敵人的子彈從中間通過。
接着在子彈通過的瞬間，用雙手的手指分別夾一下子彈，一點一點地改變彈道。
最後就可以使彈道像『／（slash）』符號一樣偏到一旁去。
為遠山金次所開發出的特殊技，最初的發想是希望可以在空手狀態下也能對敵，不過他本人也只有在爆發模式下才能使用。這戰技的缺點是只能偏單，可是擋不住連射。
初次使用是在第七卷對上曹操三姐妹，不過因為太過亂來而扭傷了手指，後來才委託平賀文製作了特殊手套「大蛇」。
理子在得知金次打算把這招當作慣用技之後曾說「你也越來越不正常了」。
GⅢ的版本為清彈，在爆發模式提升到普通的100倍以下以右手手指夾住.50 AE子彈減速，並以左手手指將其撥了出去。
子彈回射
空手偏彈的衍生技。
在裝備「大蛇」，使用空手偏彈且搭配螺旋使用的情況下讓子彈180度轉彎，不過金次也只有在狂怒模式下才能使用。
第八卷金次在狂怒模式下以此打敗華生；第九卷對希爾德的戰鬥亦發動過，令子彈迴轉攻擊希爾德的魔臟。
導彈偏離
空手偏彈的衍生技，只有在王者爆發模式下才能發動的特殊技。
正如字面之義，為遠山金次在情況緊急以下想出對抗FIM-92C近距空对空导弹的方法。
與空手偏彈不同的是，這不只利用雙手食、中指，更是利用全身才可發動的偏彈。
初次使用是在第十一卷，導彈被金次偏離以後，擊中加里奥以後鑽到內部並且爆炸。
絕牢
遠山家代代祖傳的秘技，只有在爆發模式下才能發動的反擊技。
運用合氣道，將全身變得如旋轉門一樣，利用敵人攻擊的力道反轉擊回。
不管敵人是誰，只要攻擊已經發動此技使用者，就會像打旋轉門一樣，被自己攻擊同樣沈重的反擊回去。也就是敵強我強，借力打力的反擊技。
在遠山家的祖訓中，是見者必殺的秘技中的秘技，但是見者必殺這規矩到金次這一代被其宣告結束。
初次使用是在第十一卷，金次將其搭配「橘花」和「櫻花」組成「橘花—絕牢—櫻花」，將GⅢ的「流星」的力道轉換為腳部的「櫻花」。
秋水
在拳擊等搏擊技中，要求『盡可能將體重壓到拳上』，而秋水，則是『毫無保留將所有體重加于攻擊上』。會使短沖拳，也就是連身子幾乎不動發出的打擊，産生巨大的擊打力。中國拳法中，也有名爲寸勁的類似技法，不過秋水是其極端版。也就是看似是拳，實則卻是最為技巧化的體撞。

#### 槍枝類
子彈壓神經
蕾姬的絕技之一，在絕對半径2,051內絕不失手的超絕技術。
原理是讓子彈從神经系统的防護較弱的部分擦過，利用衝擊波給予強壓，麻痺但不損傷對方的神经的精密狙擊。
第三卷蕾姬對高加索高原雪狼時，子彈擦過其脊椎與胸椎中間，使其脖子以下5分鐘以內無法行動；第七卷對狙姐的戰鬥亦發動過，子彈擦過狙姐頭部的神經系統，擊敗了她。
遠山金次在爆發模式下也能使用，只是將狙擊槍換成手槍。
不可視子彈
加奈（遠山金一）的絕技之一，其技術的原型是來自約翰·韋恩主演的西部片。
據他宣稱連他自己也不可能躲開，第四卷被遠山金次看穿並破解。
將手槍隱藏於衣袖內，用最小的手部動作發射子彈。另外，射擊時微微揮動手臂是為了儘可能消除槍口火花，但仍被金次看穿。
主要就是利用柯特SAA‧和平守護者左輪手槍的超高射速特性，加上沒有看到手槍，讓敵人誤以為是隱形子彈。
「教授」也擁有相似的技法，而且能以狙擊步槍使用。
在遠山金次看穿以後亦能以半自動手槍發動。
彈子戲法
利用跳彈效應的特殊技。
透過爆發模式下的超強動態視力捕捉跳彈的軌跡，並利用另一發子彈改變跳彈的軌跡進行攻擊。
乘方彈幕戰
透過複數的手槍進行連續高速射擊，並利用彈子戲法將所有跳彈控制在同一區域內，使跳彈的數量隨時間呈平方數急速增加的作戰方式。
鏡返
遠山金次的絕技，為破解不可視子彈時開發出來的特殊技。
藉由爆發模式的超強動態視力捕捉槍口射擊時的火花，利用子彈戲法將敵方子彈彈回槍膛並毀壞對方的手槍，再依靠改造手槍的二運擊，以第二發子彈打偏反彈回自身槍口的子彈，是攻防一體的絕技。
因為子彈會如同鏡像一樣按原軌跡彈回，所以才被命名為鏡返。
跳彈狙擊
蕾姬的絕技之一，在絕對半径2,051內絕不失手的超絕技術。
利用任何物件（例如紅綠燈的柱子和路邊的垃圾箱），在子彈擦過物件時反彈並且改變飛行軌跡，造成如“以L字狙擊轉角對面敵人”以至其增強版“雙重跳彈狙擊”的技巧，從而打破“狙擊步槍只能在直線上捕捉到目標”的規律。
遠山金次的版本為跳彈射擊，以手槍使出，而且只有在狂怒模式下才能使用。

### 超能力
鬼道術
星伽神社世代傳承的超能力，透過某種密法與緋緋色金遠距離達成一定程度的法結，進而使用超能力。
因為並不是直接持有，所以不用擔心心結問題。不過也因為不是直接持有，所以獲得的超能力的強度會降低，也無法使用緋光等毀滅性能力，但仍然很強大。
鬼道術的屬性因人而異，目前還不清楚其中規則。不過可以確定的是，除了治療類的鬼道術之外，一個人只能固定使用一種屬性的鬼道術。
緋緋星伽神
星伽白雪的絕技，為居合道的奧義。
先將日本刀「色金殺女」收在鞘中，壓低身形，擺出拔刀术的架勢。並在蓄力完成後將焰之旋渦同刀一起自鞘中拔刀而出。
缺點是需要時間蓄力。
托
星伽神社的獨門占卜術之一，與一般傳統的做法不同，在儀式進行過程中會加上一定程度的鬼道術力量。
較一般的占卜術準確許多，但使用上的限制、對施術者的要求都非常嚴苛，因此很少使用。
鑽石冰塵
貞德的冰屬性超能力外在表現之一，外放的超能力凝結空氣中的水氣，形成大量的冰晶漂浮在空氣中。
類似於領域，有冰晶存在的地方都能大幅的增加貞德釋放攻擊的速度與威力，同時能協助貞德掌握敵人狀態、位置等情報。
此外，冰晶本身所帶的大量寒氣還能在一定程度上遲緩敵人的動作及遮蔽視線。
奧爾良的冰花
使杜蘭朵飛速蓄積起青白色的光，然後揮劍造成由鑽石冰塵組成的旋渦。
可以使命中的事物大範圍凍結、冰封。
砂金
佩特拉的沙屬性超能力，可自由自在的操作沙礫凝結成各種形狀發動攻擊。
擁有在金字塔建築附近（只要大部分相似即可）可無限透支能量的特殊性。
砂金樓閣
在無限透支狀態下才可能發動的大型領域技，利用砂礫憑空凝造出一座完整的神殿（原型為希臘帕德嫩神廟），只要處在神殿的範圍中，佩特拉的攻擊威力會倍增，也可以運用沙壁進行防禦。
缺點是極為消耗集中力，不適合持久戰。
緋光
緋金持有者所擁有的專屬超能力之一。
必需持有大量的緋金並完全完成法結才能夠發動的強大超能力。
據夏洛克所言，這以古代日語來說，叫作『緋天·緋陽門』，是一種利用激活緋彈所發出的現象。
擁有毀滅性的威力，亞莉亞曾用緋光一擊就轟掉半邊郵輪與架設在甲板上的金字塔。
小說第十一集中提到，被轟掉的金字塔並不是被湮滅，而是被緋光撕裂的時空捲入，傳送到過去，變成幾年前神秘漂流到日本的一個金字塔形的廢棄物。

### 載具

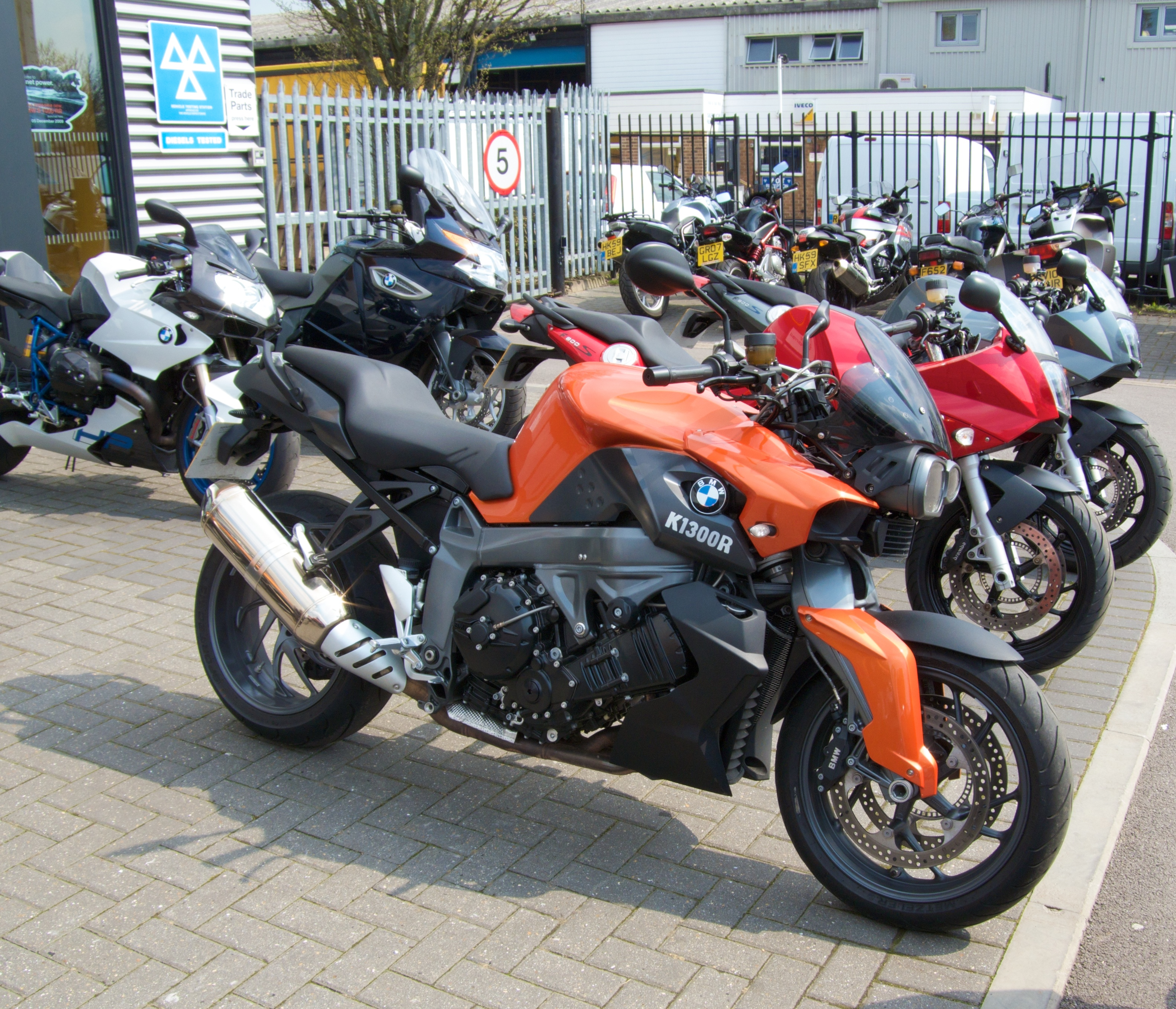
BMW K1300R

單車
遠山金次的單車，被理子裝上了炸弹。
該單車最後被炸彈炸毀，金次則在亞莉亞的協助下脫離爆炸傷害。
賽格威
搭載著一個揚聲器和一具裝上烏茲衝鋒槍的自動槍座的無人駕駛兩輪移動工具。
第一卷由理子操縱的七具賽格威襲擊遠山金次和神崎·H·亞莉亞，所有自動槍座上的衝鋒槍最後被爆發模式下的金次以七發子彈擊毀（將子彈射進其槍管造成膛炸）。
五十鈴·ERGA-Mio
學園島的車型，在巴士劫持事件中被理子裝上了炸弹。
炸彈最後被蕾姬的狙擊破壞固定座，從公共汽車上被分離下來以後墜海爆炸。
雷諾·suporu·spider
由理子控制，搭載著一具裝上烏茲衝鋒槍的自動槍座的無人駕駛敞篷轎車，在第一卷的巴士劫持事件中攻擊金次等人。
自動槍座被亞莉亞發射的子彈擊毀，但其衝鋒槍亦擊傷亞莉亞，在其自傲的額頭上留下無法消去的疤痕。
該車最後被蕾姬以狙擊槍擊毀。
波音747-350
一款具有四引擎的虛構長程客機（其原型可能为A340-300）。
第一卷時被理子挾持以威脅金次與亞莉亞，並被東方號以對空飛彈炸燬作為燃油閥門的其中兩具引擎。
理子被擊敗逃走後，由金次與亞莉亞駕駛，強行降落在空地島上，並因為煞車距離不足而撞在風力發電機的機柱上。
BMW·K1300R
搭載著世界最強引擎的大型摩托車，為武藤剛氣所有。經過其改造後，塗上迷彩漆以便隱藏於樹叢，並增設了腳踏啟動器以及裝上了1293CC串聯4汽缸引擎和最高質量的緩衝器。2.8秒能達到時速100公里。
於「無限之罪弗拉德」派出銀狼偷襲的事件中，由遠山金次駕駛，並協助蕾姬追擊衝向工地的銀狼。
水上摩托車
台場金字塔內原先為了讓女招待們能在泳池上快速移動的水上摩托車。
於台場金字塔的事件中，由遠山金次駕駛，並協助亞莉亞追擊衝向大海的胡狼男。最後引擎卻因黃金蟲的詛咒發生故障而熄火，導致佩特拉有機會發射咒彈「暫時殺死」亞莉亞。
奧爾克斯
車輛科專用船塢藏有的虛構小型潛艇，原為貞德·達爾克所有。
外型為一個黑白相間，如橫放火箭一樣的東西。原本是海水汽化魚雷，在卸下炸藥後改裝為載人的小型潛艇，速度能到約170節。
原本能坐三人，不過由於武藤剛氣的改造，設備增加、空間縮減，只能坐兩人。
金次與白雪於第四卷乘坐這小型潛艇作單程出擊，前往被打撈的安貝利爾號上拯救亞莉亞。
安貝利爾號（ボストーク号）
浦賀灣海難事故之中沉沒的豪華郵輪。
金次等人於第四卷登上被打撈的安貝利爾號上與佩特拉決戰，期間亞莉亞使用緋光一擊轟掉郵輪的半邊以破壞郵輪上的金字塔。
於第五卷被東方號發射的魚雷擊沉，金次等人最後以救生艇逃生。
東方號（ボストーク号）
史上最強的超阿庫拉級核潛艇。在1976年下水之後因被「教授」竊取而失踪。現在是伊・Ｕ（伊・幽）的根據地。
武器則是現代美軍使用的MK-60型對艦魚雷和洲際彈道飛彈。
除了保有現代核子潛艦的作戰功能外，裡面蒐集了相當巨量的蒐藏，還為此打通了部分空間裝潢成一座博物館，有著恐龍的化石、動物的標本、水槽還養著稀有的魚、植物園有一些鳥雀棲息、石頭標本庫則是常見的礦石；也有著文靜系的圖書庫、收納音樂器材的演奏廳、擺滿中世紀冷兵器與甲冑的展示房，以及蒐集大量金磚及各國紙幣的金庫，堪稱富可敵國
除了上述房間，另有兩間房間比較隱密，一間是新哥德式天主教教堂，其光源是主祭壇上面唯一一面的鑲嵌玻璃，現場沒有擺設長椅；另一間則是墓地，現場也鋪設了泥土，依照各代艦長的出身國籍而擺設了不同的立碑，立碑後面就是過往艦長的油彩肖像畫；附帶一提，現任教授的肖像畫是沒有畫完的。
由於伊‧幽已解體，雖然各國政府都有開會協調處理，不過整艘船艦的下落及蒐藏品去向則是未明。
洲際彈道飛彈（ICBM）
原本是导弹，在卸下炸藥後改裝為載人的載具。
內建液態氧和液態氫的燃料箱，本體和鐵格地板下方的噴射焰相反，冰冷且帶有一層薄冰。不過由於它是載具的緣故，外表沒有過度結冰。
在教授（夏洛克·福爾摩斯）被金次的連續攻擊擊敗以後，就乘上洲際彈道飛彈似要歸去。其他的伊・Ｕ（伊・幽）殘黨亦從東方號上發射的洲際彈道飛彈逃出。
裝甲卡車
具有防彈功能的四輪驅動車，能抵抗對人用的裝甲貫通彈，為武藤剛氣所有。遠山金次亦持有其打開車門的鑰匙。
於蕾姬向遠山金次求婚的事件中，遠山金次逃進車內躲避狙擊期間，其防弹玻璃被蕾姬以狙擊槍連續狙擊射穿破壞。
新幹線
新幹線列車希望246號車（編號為虛構的），被眧眧（曹操）三姊妹在車上安装了由氣體炸彈製作的「加速炸彈」。由於原車長失去駕駛能力，改由武藤剛氣駕駛。
氣體炸彈被趕到東京站以前的平賀文坐另一輛新幹線列車趕到金次等人所在的16號車上並且將其拆除。
川崎OH-1
由川崎重工製造，為日本陸上自衛隊所採用的輕型軍用偵查直升機，在星伽神社分社的機庫中有一架。
在第七卷中蕾姬為了解救金次而在負傷以下劫持蒔江田和這直升機前往前往金次等人乘坐的新幹線列車參戰。
保時捷911（Carrera.Cabriolet）
一輛黑色的車輛，為艾爾·華生所有，價格約1200萬至1400萬日圓。
車內配有兼做導航儀的屏幕，並具有電視電話會議服務和頂級型揚聲器。
第八卷華生用來擄走亞莉亞到東京天空樹。
第十卷中華生聲稱擁有自爆功能。
悍马
巨大的軍用吉普車，為GⅢ陣營所有，全稱為高機動性多用途輪式車輛。
第十卷中由安格斯駕駛，將金次與受傷的巴斯克維爾女性成員（亞莉亞、白雪、理子、蕾姬）駛回到學園島的武偵醫院夜間入口。
加里奥
一款虛構次世代垂直起降飛機試驗機，機種為全翼機，完全與B-2轰炸机一樣，為GⅢ陣營所有。名字在第十卷中首次出現，但一直到第十一卷才首次出現。
據金次判斷，全長應該有20米，寬在50米以上。使用角動升力粒子以提供升力，同時運用了與傳統航空力學不同的升力以控制噴射引擎的使用，航行極為安靜。還備有光折射迷彩，通過精密改變顔色與周圍融爲一體，隱形方面的能力為目前世界第一。不過單機價格太龐大而無法量産。
機內具有大型機庫，GⅢ在內部放置各式各樣畫像、華麗的衣服、大型雕刻，以及巨大揚聲器，將其變為其美術館與音樂欣賞室的結合。
第十一卷金次與GⅢ兩人在沒有飛行員並以自動模式向預先設定好的航路航行以防止有人搗亂的飛機上決戰。飛機其後被金次所偏離的FIM-92C近距空对空导弹擊中以後鑽到內部並且爆炸，並且在5分鍾後在空中解體。金次和GⅢ分別以降落伞和與磁力推進纖維盾相同材料製造的大衣逃生。

### 組織相關
伊・Ｕ（伊・幽）（イ・ウー）
原為二次大戰末期下軸心國中的日本與德國所聯合創設的秘密軍隊，原宗旨是培養超人士兵，現在則為世界檯面下的祕密結社。
第一任艦長出身於日本帝國海軍，第二任艦長是納粹德國軍官，依序還有非洲女黑人、中國人、阿拉伯人等各式各樣的各國人擔任過首領；過去因為軍隊的緣故，所以首領是稱軍團長，後來則改稱「教授」。
没有制服，在伊・幽中的所有人既是老師也是學生。本身並沒有作為組織的固定目的和法則，而是每個成員自由訂定。其宗旨是聚集擁有神所賜予天賦之才的人，互相傳授技術，無限增強，直至達到神的領域。如果他人成為障礙或材料的話，就算將其殺害也沒關係。其首領「教授」夏洛克以緋彈作為控制伊・幽的王牌。
伊・幽官方用語為日文和德文，這是因為「伊」是二戰日本「遠洋潛水艇」的軍事用語簡稱，「Ｕ」是德文「潛水艇」（Unterseen-Boot）的簡稱。
和伊・幽相關的情報在英國是皇家A級機密，在日本也是特1級國家機密，非相關者若意圖探問即視為叛國罪。
整個組織在第五卷夏洛克失蹤後造成首領空缺、緋彈交到外人神崎‧H‧亞莉亞手上的情況下解體，分裂出來的主戰派和鑽研派分別加入了極東戰役中的眷屬與師團。
公安0課・武裝檢察官
在職務上使用暴力，必要時甚至可以合法殺人，擁有「殺人執照」的黑暗公務員。
遠山金次已過世的父親遠山金叉正是該組織的成員之一。
巴斯克維爾
以遠山金次及神崎亞莉亞為主的前鋒戰鬥型武偵小隊。
隊長：遠山金次
副隊長：神崎‧H‧亞莉亞
隊員：星伽白雪、蕾姬＆銀狼艾瑪基、理子‧峰‧羅賓四世
外援隊員：艾爾·華生（一年制）
隊伍的名稱來自於亞莉亞在英國的封地，也是福爾摩斯系列的著名故事——《巴斯克維爾的獵犬》的故事背景。
星伽神社
鬼道術的傳承者、傳承自遠古時代的神秘異能者組織，全日本、甚至可以說是全世界最古老的組織之一。
其內部極度封閉，禁止任何外人進入，除專門處理對外事務的巫女之外，其他巫女幾乎都只生活在神社內部，終生都少與外人接觸。
與遠山家關係密切，每隔幾代就會有直系星伽巫女嫁入遠山家。遠山一族也是唯一被允許進入星伽內部的男子。
在日本各地與海外都設有分社，總神社位於青森郊外。
七巫女
新生代巫女中資質、實力最強的七人，冠以「星伽」之姓，做為神社的繼承人培養。
兀魯斯族（ウルス）
為成吉思汗的分支後裔，以服侍璃璃色金為唯一使命。
璃璃色金厭惡人心，所以兀魯斯族只有在尋找必須物資時才與外人接觸。
長期近親結婚的結果導致兀魯斯族的人口數嚴重下降，性別分布亦嚴重失衡，到了蕾姬這一代，全族只剩下47名女性，正面臨滅族的危機。
中國藍幫
為亞洲地區地下世界的龍頭之一，勢力遍及整個中國，總部位於上海。
在中國的政界、財界都有極大的影響力。其下組織包括各種學校與企業，大約有100萬人左右的非戰鬥型普通成員。
原意圖進軍日本，不過做為先鋒的曹家三姐妹被金次等人打敗並逮捕後便暫時按兵不動。
在十二卷末諸葛靜幻與曹操四姊妹的四女帶著它們的代表「猴」出現在GⅢ與金次面前。
金次和亞莉亞聯手成功擋住「孫」的激光後，打賭輸掉的諸葛靜幻代表藍幫由眷屬轉為加入師團，作為後援。
自由石匠
歐洲最大共濟會，又稱「西歐忍者」，在歐洲地區擁有極大的影響力。
其目的與詳細成員組成目前皆為不明。
宣戰會議
簡單來說就是各個持有色金的組織之間為了爭奪資源與解決紛爭所發展出來的一套有規則的戰爭。
戰役沒有固定名稱，而是以最初宣戰之地命名。在伊・幽存在之前，本來是每隔幾年就會有一場戰役的。後在夏洛克的協調之下（實際上是各組織忌憚核子潛艇「東方號」）維持了86年的短暫和平。
戰爭規則
1. 任何時間點，任何一方都可主動挑起戰端。戰鬥視為決鬥，但允許使用偷襲、暗殺、滲透、奇術與語言侮辱。
2. 為避免永無止境的殺戮，禁止派遣沒資格參與決鬥的雜兵上陣。本項優先於第一項。
3. 戰鬥主要分為互相敵對的“師團”與“眷屬”兩方陣營。為對歷代烈士致上最高敬意，這兩個古老的名稱將永世不做更改。各組織可以當場宣布己方陣營，亦可以選擇暫時觀望。

極東戰役
隨著夏洛克乘上洲際彈道飛彈歸去、伊・幽的解體，各個持有色金的組織的戰爭再次開始。
本次的宣戰之地是日本，所以命名為“極東戰役”（Far East Warfare，簡稱FEW）。
目前已知的參戰方
師團—伊・幽鑽研派（貞德代表）、梵蒂岡教廷（梅亞代表）、玉藻、星伽神社（無代表，但與教廷有盟約）、巴斯克維爾（遠山金次代表）、兀魯斯（蕾姬代表）、自由石匠（代表不明，歐洲最大共濟會，第九卷確定加入）、GIII、GIV（第十二卷確定加入）、中國藍幫（諸葛靜幻代表，第十四卷由眷屬轉為加入師團）
眷屬—伊・幽主戰派（佩特拉代表）、希爾達、魔女聯隊（卡羯代表）、哈比（妖怪少女，詳情不明）
無所屬—加奈（遠山金一）、美國陸軍（LOO代表，沒說話就跑掉了，暫歸無所屬）
G之血族
為繼承了遠山金叉（The Golden Cross）的遺傳基因的五人，即是「遠山金一／加奈」、「遠山金次」、「遠山金三（GⅢ）」、「遠山金女（GⅣ）」和「遠山金天（GⅤ）」五人的總稱。

## 出版書籍

### 輕小說
緋彈的亞莉亞
| 集數         | 日文標題 | Media Factory  | Media Factory          | 台灣標題                             | 尖端出版社     | 尖端出版社                                             | 大陸標題                     | 湖南美術出版社 | 湖南美術出版社         |
| 集數         | 日文標題 | 發售日期       | ISBN                   | 台灣標題                             | 發售日期       | ISBN                                                   | 大陸標題                     | 發售日期       | ISBN                   |
| ------------ | -------- | -------------- | ---------------------- | ------------------------------------ | -------------- | ------------------------------------------------------ | ---------------------------- | -------------- | ---------------------- |
| 1            |          | 2008年8月25日  | ISBN 978-4-8401-2401-0 | 緋彈的亞莉亞                         | 2009年10月23日 | ISBN 978-957-10-4144-5                                 | 绯弹的亚里亚                 | 2012年9月20日  | ISBN 978-7-5356-5600-1 |
| 2            |          | 2008年12月25日 | ISBN 978-4-8401-2600-7 | 緋彈的亞莉亞Ⅱ 燃燒的鑽石冰塵         | 2010年1月26日  | ISBN 978-957-10-4204-6                                 | 绯弹的亚里亚2 燃烧的钻石星尘 | 2012年10月5日  | ISBN 978-7-5356-5622-3 |
| 3            |          | 2009年3月25日  | ISBN 978-4-8401-2720-2 | 緋彈的亞莉亞Ⅲ 蜂蜜色的陷阱           | 2010年4月12日  | ISBN 978-957-10-4252-7                                 | 绯弹的亚里亚3 蜂蜜色陷阱     | 2012年12月5日  | ISBN 978-7-5356-5788-6 |
| 4            |          | 2009年8月25日  | ISBN 978-4-8401-2873-5 | 緋彈的亞莉亞Ⅳ 殞落的緋彈             | 2010年7月9日   | ISBN 978-957-10-4319-7                                 | 绯弹的亚里亚4 陨落的绯弹     | 2013年2月25日  | ISBN 978-7-5356-6010-7 |
| 5            |          | 2009年12月25日 | ISBN 978-4-8401-3126-1 | 緋彈的亞莉亞Ⅴ 序曲的終止線           | 2010年11月19日 | ISBN 978-957-10-4370-8                                 | 绯弹的亚里亚5 序曲的終止线   | 2013年6月5日   | ISBN 978-7-5356-6212-5 |
| 6            |          | 2010年4月23日  | ISBN 978-4-8401-3281-7 | 緋彈的亞莉亞Ⅵ 絕對半徑2051           | 2011年2月9日   | ISBN 978-957-10-4422-4                                 | 绯弹的亚里亚6 绝对半径2051   | 2013年10月5日  | ISBN 978-7-5356-6525-6 |
| 7            |          | 2010年8月21日  | ISBN 978-4-8401-3486-6 | 緋彈的亞莉亞Ⅶ 火與風的華爾滋         | 2011年7月1日   | ISBN 978-957-10-4558-0                                 | 不適用                       | 不適用         | 不適用                 |
| 8            |          | 2010年12月24日 | ISBN 978-4-8401-3678-5 | 緋彈的亞莉亞Ⅷ 螺旋的天空樹           | 2011年10月28日 | ISBN 978-957-10-4628-0                                 | 不適用                       | 不適用         | 不適用                 |
| 9            |          | 2011年3月25日  | ISBN 978-4-8401-3859-8 | 緋彈的亞莉亞Ⅸ 蒼藍閃光               | 2012年1月5日   | ISBN 978-957-10-4711-9                                 | 不適用                       | 不適用         | 不適用                 |
| 10           |          | 2011年7月25日  | ISBN 978-4-8401-3969-4 | 緋彈的亞莉亞Ⅹ 禁忌的雙極             | 2012年5月31日  | ISBN 978-957-10-4819-2                                 | 不適用                       | 不適用         | 不適用                 |
| 11           |          | 2011年12月22日 | ISBN 978-4-8401-4331-8 | 緋彈的亞莉亞Ⅺ G的血族                | 2013年1月4日   | ISBN 978-957-10-5109-3                                 | 不適用                       | 不適用         | 不適用                 |
| 12           |          | 2012年5月25日  | ISBN 978-4-8401-4579-4 | 緋彈的亞莉亞Ⅻ 灑落狼犬之雪           | 2013年2月22日  | ISBN 978-957-10-5110-9                                 | 不適用                       | 不適用         | 不適用                 |
| 13           |          | 2012年8月24日  | ISBN 978-4-8401-4682-1 | 緋彈的亞莉亞ⅩⅢ 反擊的九龍            | 2013年6月7日   | ISBN 978-957-10-5239-7                                 | 不適用                       | 不適用         | 不適用                 |
| 番外篇       |          | 2012年12月25日 | ISBN 978-4-8401-4932-7 | 緋彈的亞莉亞 reloaded cast off table | 2013年8月16日  | ISBN 978-957-10-5281-6                                 | 不適用                       | 不適用         | 不適用                 |
| 14           |          | 2013年4月25日  | ISBN 978-4-8401-5161-0 | 緋彈的亞莉亞ⅩⅣ 不請自來的海霧        | 2013年9月18日  | ISBN 978-957-10-5357-8 EAN 471-770-22-5731-6 (特裝版） | 不適用                       | 不適用         | 不適用                 |
| 15           |          | 2013年8月23日  | ISBN 978-4-8401-5283-9 | 緋彈的亞莉亞ⅩⅤ 哿與銀冰              | 2014年1月10日  | ISBN 978-957-10-5448-3                                 | 不適用                       | 不適用         | 不適用                 |
| 16           |          | 2013年12月25日 | ISBN 978-4-04-066156-8 | 緋彈的亞莉亞ⅩⅥ 星之堡壘的秂狼        | 2014年6月20日  | ISBN 978-957-10-5584-8 EAN 471-770-22-6085-9（特裝版） | 不適用                       | 不適用         | 不適用                 |
| 17           |          | 2014年4月25日  | ISBN 978-4-04-066717-1 | 緋彈的亞莉亞ⅩⅦ 緋彈的宣敘曲          | 2014年8月7日   | ISBN 978-957-10-5633-3                                 | 不適用                       | 不適用         | 不適用                 |
| 18           |          | 2014年8月25日  | ISBN 978-4-04-066954-0 | 緋彈的亞莉亞ⅩⅧ 星條旗的霸道          | 2015年1月22日  | ISBN 978-957-10-5833-7                                 | 不適用                       | 不適用         | 不適用                 |
| 19           |          | 2014年12月25日 | ISBN 978-4-04-067314-1 | 緋彈的亞莉亞ⅩⅨ 共跳一段小步舞曲      | 2015年5月21日  | ISBN 978-957-10-5962-4 EAN 471-770-226-654-7（特裝版） | 不適用                       | 不適用         | 不適用                 |
| 20           |          | 2015年5月25日  | ISBN 978-4-04-067612-8 | 緋彈的亞莉亞ⅩⅩ 恋与战的超传导        | 2015年11月23日 | ISBN 978-957-10-6190-0                                 | 不適用                       | 不適用         | 不適用                 |
| 21           |          | 2015年8月25日  | ISBN 978-4-04-067750-7 | 緋彈的亞莉亞ⅩⅩⅠ 秋霜烈日的獅子       | 2016年4月1日   | ISBN 978-957-10-6468-0                                 | 不適用                       | 不適用         | 不適用                 |
| 22           |          | 2016年4月25日  | ISBN 978-4-04-068011-8 | 緋彈的亞莉亞ⅩⅩⅡ 願彗星沉睡於白日夢   | 2016年9月30日  | ISBN 978-957-10-6844-2                                 | 不適用                       | 不適用         | 不適用                 |
| 23           |          | 2016年8月25日  | ISBN 978-4-04-068600-4 | 緋彈的亞莉亞ⅩⅩⅢ 不可知子彈           | 2017年2月2日   | ISBN 978-957-10-7093-3                                 | 不適用                       | 不適用         | 不適用                 |
| 24           |          | 2016年12月23日 | ISBN 978-4-04-068772-8 | 緋彈的亞莉亞ⅩⅩⅣ 狂逸的同學會         | 2017年4月27日  | ISBN 978-957-10-7352-1                                 | 不適用                       | 不適用         | 不適用                 |
| 25           |          | 2017年4月25日  | ISBN 978-4-04-069183-1 | 緋彈的亞莉亞ⅩⅩⅤ 羅馬的軍神星         | 2017年8月11日  | ISBN 978-957-10-7452-8 EAN 471-770-226-654-7 (特裝版） | 不適用                       | 不適用         | 不適用                 |
| 26           |          | 2017年9月25日  | ISBN 978-4-04-069397-2 | 緋彈的亞莉亞ⅩⅩⅥ 穿破黑暗的巨蟒       | 2018年2月1日   | ISBN 978-957-10-7927-1                                 | 不適用                       | 不適用         | 不適用                 |
| 27           |          | 2018年1月25日  | ISBN 978-4-04-069607-2 | 緋彈的亞莉亞ⅩⅩⅦ 那由多的彈奏         | 2018年7月9日   | ISBN 978-957-10-8205-9                                 | 不適用                       | 不適用         | 不適用                 |
| 28           |          | 2018年5月25日  | ISBN 978-4-04-069863-2 | 緋彈的亞莉亞ⅩⅩⅧ 遠洋孤島的珊瑚礁     | 2018年11月8日  | ISBN 978-957-10-8307-0                                 | 不適用                       | 不適用         | 不適用                 |
| 29           |          | 2018年8月25日  | ISBN 978-4-04-065096-8 | 緋彈的亞莉亞ⅩⅩⅨ 盟約的諜侯           | 2019年1月22日  | ISBN 978-957-10-8452-7 EAN 471-296-635-796-3（特裝版） | 不適用                       | 不適用         | 不適用                 |
| 30           |          | 2018年12月25日 | ISBN 978-4-04-065387-7 | 緋彈的亞莉亞 ⅩⅩⅩ 追逐茉莉花          | 2019年4月3日   | ISBN 978-957-10-8515-9                                 | 不適用                       | 不適用         | 不適用                 |
| 10週年特裝版 |          | 2019年3月25日  | ISBN 978-4-04-065661-8 | 不適用                               | 不適用         | 不適用                                                 | 不適用                       | 不適用         | 不適用                 |
| 31           |          | 2019年6月25日  | ISBN 978-4-04-065794-3 | 緋彈的亞莉亞ⅩⅩⅩⅠ 寂靜之鬼            | 2019年11月15日 | ISBN 978-957-10-8749-8                                 | 不適用                       | 不適用         | 不適用                 |
| 32           |          | 2019年12月25日 | ISBN 978-4-04-064260-4 | 緋彈的亞莉亞ⅩⅩⅩⅡ 蒼穹的密使          | 2020年7月31日  | ISBN 978-957-10-8922-5                                 | 不適用                       | 不適用         | 不適用                 |
| 33           |          | 2020年6月25日  | ISBN 978-4-04-064731-9 | 緋彈的亞莉亞ⅩⅩⅩⅢ 花冠的歸國兵        | 2021年1月14日  | ISBN 978-957-10-9304-8                                 | 不適用                       | 不適用         | 不適用                 |
| 34           |          | 2020年12月25日 | ISBN 978-4-04-680074-9 | 緋彈的亞莉亞ⅩⅩⅩⅣ 早天的嚮導艦        | 2021年8月2日   | ISBN 978-626-30-8323-3                                 | 不適用                       | 不適用         | 不適用                 |
| 35           |          | 2021年6月25日  | ISBN 978-4-04-680514-0 | 緋彈的亞莉亞ⅩⅩⅩⅤ 侵略的新娘          | 2022年2月10日  | ISBN 978-626-31-6386-7                                 | 不適用                       | 不適用         | 不適用                 |
| 36           |          | 2021年12月24日 | ISBN 978-4-04-680999-5 | 緋彈的亞莉亞ⅩⅩⅩⅥ 飛向綺羅月          | 2022年10月6日  | ISBN 978-626-33-8487-3                                 | 不適用                       | 不適用         | 不適用                 |
| 37           |          | 2022年6月24日  | ISBN 978-4-04-681479-1 | 緋彈的亞莉亞ⅩⅩⅩⅦ 第三個男人          | 2024年11月15日 | ISBN 978-626-40-3251-3                                 | 不適用                       | 不適用         | 不適用                 |
| 38           |          | 2022年12月23日 | ISBN 978-4-04-682032-7 | 緋彈的亞莉亞ⅩⅩⅩⅧ 不會忘記愛          | 2025年1月14日  | ISBN 978-626-40-3500-2                                 | 不適用                       | 不適用         | 不適用                 |
| 39           |          | 2023年6月23日  | ISBN 978-4-04-682565-0 | 緋彈的亞莉亞ⅩⅩⅩⅨ 荒脛巾的巫女        | 2025年7月15日  | ISBN 978-626-43-4019-9                                 | 不適用                       | 不適用         | 不適用                 |
| 40           |          | 2023年12月25日 | ISBN 978-4-04-682981-8 |                                      |                |                                                        | 不適用                       | 不適用         | 不適用                 |
| 41           |          | 2024年6月25日  | ISBN 978-4-04-683701-1 |                                      |                |                                                        | 不適用                       | 不適用         | 不適用                 |
| 42           |          | 2024年12月25日 | ISBN 978-4-04-684342-5 |                                      |                |                                                        | 不適用                       | 不適用         | 不適用                 |
| 43           |          | 2025年6月25日  | ISBN 978-4-04-684884-0 |                                      |                |                                                        | 不適用                       | 不適用         | 不適用                 |

緋彈的亞莉亞AA
| 集數 | Media Factory  | Media Factory          | 尖端出版社    | 尖端出版社             |
| 集數 | 發行日期       | ISBN                   | 發行日期      | ISBN                   |
| ---- | -------------- | ---------------------- | ------------- | ---------------------- |
| 1    | 2015年1月23日  | ISBN 978-4-04-067354-7 | 2015年7月22日 | ISBN 978-957-10-5963-1 |
| 2    | 2015年7月24日  | ISBN 978-4-04-067653-1 | 2016年2月5日  | ISBN 978-957-10-6486-4 |
| 3    | 2015年9月25日  | ISBN 978-4-04-067775-0 | 2016年6月7日  | ISBN 978-957-10-6576-2 |
| 4    | 2015年12月25日 | ISBN 978-4-04-068060-6 | 2016年8月15日 | ISBN 978-957-10-6736-0 |

### 漫畫版
緋彈的亞莉亞
於《月刊Comic Alive》2009年11月號開始連載，作畫。台灣中文版由尖端出版，譯者御門幻流。
| 冊數                    | Media Factory  | Media Factory          | 尖端出版社     | 尖端出版社                                    |
| 冊數                    | 發售日期       | ISBN                   | 發售日期       | EAN / ISBN                                    |
| ----------------------- | -------------- | ---------------------- | -------------- | --------------------------------------------- |
| 1                       | 2010年4月23日  | ISBN 978-4-8401-3316-6 | 2010年11月22日 | EAN 4717702235666                             |
| 2                       | 2010年8月23日  | ISBN 978-4-8401-3362-3 | 2011年2月9日   | EAN 4717702237516                             |
| 3                       | 2011年3月23日  | ISBN 978-4-8401-3770-6 | 2011年8月11日  | EAN 4717702242961                             |
| 4                       | 2011年7月23日  | ISBN 978-4-8401-4014-0 | 2012年2月7日   | EAN 4717702245436                             |
| 5                       | 2011年12月22日 | ISBN 978-4-8401-4080-5 | 2012年8月13日  | EAN 4717702249816                             |
| 6                       | 2012年5月23日  | ISBN 978-4-8401-4468-1 | 2013年2月22日  | EAN 4717702253349                             |
| 7                       | 2012年12月22日 | ISBN 978-4-8401-4765-1 | 2013年8月9日   | EAN 4717702256432                             |
| 8                       | 2013年8月23日  | ISBN 978-4-8401-5304-1 | 2014年1月16日  | EAN 4717702258801                             |
| 9                       | 2013年12月21日 | ISBN 978-4-04-066145-2 | 2014年8月7日   | EAN 4717702260798 EAN 4717702262068（特裝版） |
| 10                      | 2014年8月23日  | ISBN 978-4-04-066828-4 | 2015年5月18日  | EAN 4717702265670                             |
| 11                      | 2014年12月22日 | ISBN 978-4-04-067219-9 | 2016年2月3日   | ISBN 978-957-10-6400-0                        |
| 12                      | 2015年8月22日  | ISBN 978-4-04-067574-9 | 2016年4月21日  | ISBN 978-957-10-6540-3                        |
| 13                      | 2016年1月23日  | ISBN 978-4-04-067856-6 | 2016年9月30日  | ISBN 978-957-10-6963-0                        |
| 14                      | 2016年9月23日  | ISBN 978-4-04-068547-2 | 2017年9月18日  | ISBN 978-957-10-7695-9                        |
| 15                      | 2017年3月23日  | ISBN 978-4-04-069123-7 | 2017年12月15日 | ISBN 978-957-10-7850-2                        |
| 16                      | 2017年9月23日  | ISBN 978-4-04-069123-7 | 2018年4月13日  | ISBN 978-957-10-8037-6                        |
| 緋彈的亞莉亞 紫電的魔女 |                |                        |                |                                               |
| 1                       | 2018年5月23日  | ISBN 978-4-04-069832-8 |                |                                               |
| 2                       | 2018年8月23日  | ISBN 978-4-04-065147-7 |                |                                               |
| 3                       | 2019年2月23日  | ISBN 978-4-04-065558-1 |                |                                               |
| 4                       | 2019年8月25日  | ISBN 978-4-04-065869-8 |                |                                               |
| 緋彈的亞莉亞 G的血族    |                |                        |                |                                               |
| 1                       | 2020年2月21日  | ISBN 978-4-04-064378-6 |                |                                               |
| 2                       | 2020年8月20日  | ISBN 978-4-04-064842-2 |                |                                               |
| 3                       | 2021年2月22日  | ISBN 978-4-04-680148-7 |                |                                               |
| 4                       | 2021年7月21日  | ISBN 978-4-04-680543-0 |                |                                               |
| 5                       | 2022年2月22日  | ISBN 978-4-04-681130-1 |                |                                               |
| 6                       | 2025年2月21日  | ISBN 978-4-04-684090-5 |                |                                               |

緋彈的亞莉亞AA
於2010年11月5日發售的半月刊《YOUNG GANGAN》2010年22號連載，作畫。
| 冊數 | 史克威爾艾尼克斯 | 史克威爾艾尼克斯       | 尖端出版社     | 尖端出版社             |
| 冊數 | 發售日期         | ISBN                   | 發售日期       | EAN / ISBN             |
| ---- | ---------------- | ---------------------- | -------------- | ---------------------- |
| 1    | 2011年3月23日    | ISBN 978-4-7575-3180-2 | 2015年5月13日  | EAN 4717702266646      |
| 2    | 2011年7月23日    | ISBN 978-4-7575-3295-3 | 2015年5月13日  | EAN 4717702266653      |
| 3    | 2011年12月22日   | ISBN 978-4-7575-3434-6 | 2015年7月30日  | EAN 4717702267469      |
| 4    | 2012年5月23日    | ISBN 978-4-7575-3606-7 | 2015年7月30日  | EAN 4717702267476      |
| 5    | 2012年12月22日   | ISBN 978-4-7575-3838-2 | 2015年9月15日  | ISBN 978-957-10-6196-2 |
| 6    | 2013年8月22日    | ISBN 978-4-7575-3946-4 | 2015年9月15日  | ISBN 978-957-10-6197-9 |
| 7    | 2013年12月21日   | ISBN 978-4-7575-4180-1 | 2015年11月17日 | ISBN 978-957-10-6267-9 |
| 8    | 2014年8月23日    | ISBN 978-4-7575-4398-0 | 2016年3月2日   | ISBN 978-957-10-6486-4 |
| 9    | 2015年1月23日    | ISBN 978-4-7575-4511-3 | 2016年5月17日  | ISBN 978-957-10-6652-3 |
| 10   | 2015年9月18日    | ISBN 978-4-7575-4734-6 | 2016年7月15日  | ISBN 978-957-10-6795-7 |
| 11   | 2016年1月25日    | ISBN 978-4-7575-4866-4 | 2016年8月2日   | ISBN 978-957-10-6774-2 |
| 12   | 2017年4月21日    | ISBN 978-4-7575-5330-9 | 2017年9月18日  | ISBN 978-957-10-7696-6 |
| 13   | 2018年1月23日    | ISBN 978-4-7575-5548-8 | 2023年7月10日  | ISBN 978-626-35-6789-4 |
| 14   | 2018年8月23日    | ISBN 978-4-7575-5820-5 |                |                        |

緋彈的小亞莉亞（緋弾のアリアちゃん）
《月刊Comic Alive》2011年5月號開始連載，2012年6月號連載結束。作畫。四格漫畫作品。
| 冊數 | Media Factory | Media Factory          | 尖端出版社    | 尖端出版社        |
| 冊數 | 發行日期      | ISBN                   | 發售日期      | EAN               |
| ---- | ------------- | ---------------------- | ------------- | ----------------- |
| 全   | 2012年5月23日 | ISBN 978-4-84-014469-8 | 2013年1月19日 | EAN 4717702253295 |

### 畫集
第一畫集
（Media Factory）
2012年8月24日發售、ISBN 978-4-8401-4657-9
《こぶいち art works：緋彈的亞莉亞畫冊》（尖端出版社）
2013年2月23日發售、ISBN 978-957-105-106-2
《绯弹的亚里亚 小舞一画集》（湖南美术出版社出版、天闻角川发行）
2013年9月5日发行、ISBN 978-7-5356-6434-1
設定畫集
（Media Factory）*尚未有代理
2015年11月21日發售、ISBN 978-4-0406-7844-3
第二畫集
（Media Factory）
2016年1月25日發售、ISBN 978-4-0406-8003-3
《獨唱《緋彈的亞莉亞》こぶいちart works（畫冊第二集）》（尖端出版社）
2016年4月1日發售、ISBN 978-957-106-469-7

## 電視動畫

DVD1

2010年4月23日正式宣佈改編成電視動畫版。2014年7月宣布一系列《緋彈的亞莉亞AA》企劃，第一彈輕小說化，第二彈WEB廣播，第3彈宣布《緋彈的亞莉亞AA》改編為電視動畫。TBS於2011年4月14日至6月30日播放《緋彈的亞莉亞》12集，未播放的第13話收錄於光碟商品。AT-X於2015年10月6日至12月22日播放《緋彈的亞莉亞AA》12集。

### 製作人員
|              | 緋彈的亞莉亞                                            | 緋彈的亞莉亞AA                                                      |
| ------------ | ------------------------------------------------------- | ------------------------------------------------------------------- |
| 原作         | 赤松中學                                                | 赤松中學                                                            |
| 原作插畫     | 小舞一                                                  | 小舞一                                                              |
| 漫畫         | こよかよしの                                            | 橘書畫子                                                            |
| 監督         | 渡部高志                                                | 川畑喬                                                              |
| 系列構成     | 白根秀樹                                                | 志茂文彦 赤松中學（協力）                                           |
| 人物原案     | -                                                       | 小舞一、橘書画子                                                    |
| 人物設定     | 岩倉和憲                                                | 大島美和                                                            |
| 道具設計     | 梶谷光春、松下郁子                                      | 宮豊                                                                |
| 槍械作畫監督 | -                                                       | 藤澤俊幸                                                            |
| 美術設定     | -                                                       | 高橋武之                                                            |
| 美術監督     | 丹伊田輝彦                                              | 望月卓磨                                                            |
| 色彩設計     | 伊藤由紀子                                              | 竹内優太                                                            |
| 摄影监督     | 大河内喜夫                                              | 工藤康史                                                            |
| 编輯         | 西山茂                                                  | 松原理惠                                                            |
| 音響監督     | 明田川仁                                                | 榎本崇宏                                                            |
| 音樂         | 尾澤拓實                                                | 伊賀拓郎                                                            |
| 音樂制作     | flying DOG                                              | flying DOG                                                          |
| 製作人       | 加藤正純、山口泰廣、笹尾明正 小松茂明、林洋平、松倉友二 | 山下愼平、神長敬祐、福田正夫 山佳孝典、鎌田肇、礒谷德知             |
| 動畫製作     | J.C.STAFF                                               | 動畫工房                                                            |
| 製作         | 東京武偵高中、TBS                                       | ProjectAA （KADOKAWA、flying DOG、藤商事、 英特爾、動畫工房、AT-X） |

### 主題曲
緋彈的亞莉亞
片頭曲「Scarlet Ballet」
作詞：井上秋緒，作曲、編曲：淺倉大介，主唱：May'n
片尾曲
作詞、作曲、主唱：中野愛子，編曲：河野陽吾
此曲帶有向西班牙語探戈歌曲一步之差致敬的意味。
緋彈的亞莉亞AA
片頭曲「Bull's Eye」
作詞、主唱：nano，作曲、編曲：WEST GROUND
片尾曲
作詞、作曲、編曲：Tes.，主唱：Team AA（佐倉綾音、釘宮理惠）

### 各話列表

#### 緋彈的亞莉亞
| 話數   | 日文標題   | 中文標題         | 劇本       | 分鏡     | 演出              | 作畫監督                                                                    | 總作畫監督 | 對應原作小說卷數 |
| ------ | ---------- | ---------------- | ---------- | -------- | ----------------- | --------------------------------------------------------------------------- | ---------- | ---------------- |
| 第1彈  | La Bambina | 從天而降的少女   | 白根秀樹   | 渡部高志 | 鈴木洋平          | 富永詠二、氏家嘉宏 松下郁子                                                 | 島村秀一   | 1卷              |
| 第2彈  |            | 雙劍雙槍的亞莉亞 | 安川正吾   | 渡部高志 | 山口賴房          | 野田惠、竹森由加 山吉一幸、出野喜則 飯飼一幸                                | 井本由起   | 1卷              |
| 第3彈  |            | First Misson     | 平林佐和子 | 島津裕行 | 佐藤光            | 笠野充志、氏家嘉宏 安本学、森前和也 のりみそのみ                            | 沼田誠也   | 1卷              |
| 第4彈  |            | 武偵殺手         | 安川正吾   | 福田道生 | 嵯峨敏            | 神本兼利                                                                    | 神本兼利   | 1卷              |
| 第5彈  |            | 武偵憲章第一條   | 白根秀樹   | 福田道生 | 橋本敏一          | 瀧本祥子、井嶋惠子 冨永詠二                                                 | 井本由起   | 1卷              |
| 第6彈  |            | 星伽的巫女       | 安川正吾   | 湖山禎崇 | 湖山禎崇          | 宮川智惠子                                                                  | 岩倉和憲   | 2卷              |
| 第7彈  |            | 籠中鳥           | 平林佐和子 | 鈴木洋平 | 鈴木洋平          | 齊藤良成、出野喜則 竹森由加、高橋賢 松浦里美、飯飼一幸                      | 井本由起   | 2卷              |
| 第8彈  |            | 魔劍             | 安川正吾   | 池端隆史 | 池端隆史          | 沼田誠也、熊谷勝弘 氏家嘉宏、德田賢朗 谷口繁則、牛尾優衣 松下郁子、瀧本祥子 | 岩倉和憲   | 2卷              |
| 第9彈  |            | 蜂蜜色的陷阱     | 白根秀樹   | 二瓶勇一 | 羽田野浩平        | 松本文男                                                                    | 井本由起   | 3卷              |
| 第10彈 |            | 特訓             | 安川正吾   | 渡部高志 | 神保昌登          | 沼田誠也、高澤美佳 諸石康太、井本由起 のりみそのみ                          | 沼田誠也   | 3卷              |
| 第11彈 |            | 潛入             | 白根秀樹   | 渡部高志 | 山口賴房          | 野田惠、齊藤良成 高橋賢、出野喜則                                           | 井本由起   | 3卷              |
| 第12彈 |            | 弗拉德           | 安川正吾   | 渡部高志 | 湖山禎崇          | 岩倉和憲、氏家嘉宏 佐藤浩一、熊谷勝弘 松下郁子                              | 岩倉和憲   | 3卷              |
| 第13彈 |            | 武偵來到溫泉研修 | 白根秀樹   | 渡部高志 | 池端隆史 松川朋弘 | 井本由紀、岩倉和憲 宮川智惠子、熊谷勝弘 大森理惠、佐藤浩一                  | 岩倉和憲   | 動畫原創         |

#### 緋彈的亞莉亞AA
| 話數 | 日文標題 | 中文標題       | 劇本     | 分鏡            | 演出                | 作畫監督                                                                       | 總作畫監督                            | 對應原作卷數   |
| ---- | -------- | -------------- | -------- | --------------- | ------------------- | ------------------------------------------------------------------------------ | ------------------------------------- | -------------- |
| 1彈  |          | 另一名A        | 志茂文彥 | 川畑喬          | 川畑喬              | 久保茉莉子、曾我篤史 東島久志                                                  | 久保茉莉子 菊永千里                   | 一卷           |
| 2彈  |          | 危險的關係     | 志茂文彥 | 德山太郎        | 橋口洋介            | 菊池政芳、藤田真弓 海保仁美、吉村惠 堀絢菜                                     | 久保茉莉子 菊永千里                   | 一卷           |
| 3彈  |          | 戰妹志願       | 志茂文彥 | 吉川博明        | 岡田堅二朗          | 平塚知哉、曾我篤史 渡邊舞、崎口沙織 、富田佳亨 小宮山由美子                    | 久保茉莉子 菊永千里                   | 一、二卷       |
| 4彈  |          | 四重奏·前篇    | 志茂文彥 | 原口浩          | 原口浩              | 菊池政芳、藤田真弓 杉田光司、 Park Jaesuk                                      | 久保茉莉子 菊永千里                   | 二卷           |
| 5彈  |          | 四重奏·後篇    | 十川誠志 | 藤澤俊幸        | 則座誠              | 曾我篤史、立口德孝 飯田光尋、白石悟 飯飼一幸、飯塚葉子 坪田慎太郎              | 久保茉莉子 菊永千里                   | 二卷           |
| 6彈  |          | 小惡魔們的委託 | 志茂文彥 | 博多正壽        | 淺見松雄            | 杉本光司、海保仁美 菊池政芳、山崎輝彥 菅野智之、許亨準 金二星                  | 菊永千里                              | 三卷           |
| 7彈  |          | 明里爭奪戰     | 十川誠志 | 吉川博明        | 淵上真              | 中本尚、東島久志 立口德孝、曾我篤史 染谷友梨花                                 | 久保茉莉子 栗田聰美                   | 三卷           |
| 8彈  |          | 泳池陷阱       | 赤松中學 | 原口浩          | 橋口洋介            | 海保仁美、菊池政芳 藤田真弓、山崎輝彥 杉本光司                                 | 久保茉莉子 菊永千里                   | 動畫原創       |
| 9彈  |          | 家庭訪問       | 志茂文彦 | 川畑喬          | 江副仁美            | 平塚知哉、千葉山夏惠 、三井麻未 川島尚                                         | 久保茉莉子 栗田聰美 曾我篤史          | 動畫原創、二卷 |
| 10彈 |          | 初次任務       | 十川誠志 | 江副仁美        | 野木森達哉 佐藤和磨 | 菊池政芳、藤田真弓 海保仁美、山崎輝彥 杉本光司、飯飼一幸 山岡峻                | 菊永千里                              | 二、三卷       |
| 11彈 |          | 決戰           | 志茂文彥 | 吉川博明 原口浩 | 則座誠 淵上真       | 東島久志、立口德孝 長尾圭悟、 中本尚、千葉山夏惠 三井麻美、富田佳亨            | 久保茉莉子 栗田聰美 曾我篤史          | 三卷           |
| 12彈 |          | 兩名A          | 志茂文彥 | 川畑喬          | 川畑喬              | 久保茉莉子、曾我篤史 栗田聰美、 菊池政芳、海保仁美 藤田真弓、山崎輝彦 杉本光司 | 久保茉莉子 菊永千里 栗田聰美 曾我篤史 | 動畫原創       |

### 播放電視台
日本深夜動畫：下文記載的日本国内播放時間使用日本標準時間（UTC+9）表示。因為部分時間标识會採用30小时制，因此請留意这类超过24:00的时间，其實際播放時間為翌日清晨。
| 播放地域        | 電視台       | 播放期間                      | 放送時間（UTC+9）            | 所屬電視網   | 備註         |
| 緋彈的亞莉亞    | 緋彈的亞莉亞 | 緋彈的亞莉亞                  | 緋彈的亞莉亞                 | 緋彈的亞莉亞 | 緋彈的亞莉亞 |
| --------------- | ------------ | ----------------------------- | ---------------------------- | ------------ | ------------ |
| 關東廣域圏      | TBS          | 2011年4月14日—6月30日         | 星期四 25時25分—25時55分     | TBS系列      | 制作電視台   |
| 中京廣域圏      | 中部日本放送 | 2011年4月21日－7月7日         | 星期四 26時00分－26時30分    | TBS系列      |              |
| 近畿廣域圏      | 毎日放送     | 2011年4月25日—7月11日         | 星期一 26時20分—26時50分     | TBS系列      |              |
| 鹿兒島縣        | 南日本放送   | 2011年4月27日—7月20日         | 星期三 25時10分—25時40分     | TBS系列      |              |
| 日本全域        | BS-TBS       | 2011年5月7日—7月24日          | 星期六 25時00分—25時30分     | BS數碼放送   |              |
| 日本全域        | AT-X         | 2011年10月18日 - 2012年1月3日 | 星期二 10時00分—10時30分     | CS卫星广播   |              |
| 日本全域        | TBS频道      | 2013年9月14日 - 9月21日       | 星期二、三 25時00分—26時30分 | CS卫星广播   |              |
| 緋彈的亞莉亞 AA |              |                               |                              |              |              |
| 日本全域        | AT-X         | 2015年10月6日 - 12月22日      | 星期二 23时00分~23时30分     | CS卫星广播   |              |
| 东京都          | TOKYO MX     | 2015年10月6日 - 12月22日      | 星期二 24时30分~25时00分     |              |              |
| 兵库县          | SUN电视台    | 2015年10月6日 - 12月22日      | 星期二 24时30分~25时00分     |              |              |
| 京都库          | KBS京都      | 2015年10月6日 - 12月22日      | 星期二 24时30分~25时00分     |              |              |
| 爱知县          | 爱知电视台   | 2015年10月6日 - 12月22日      | 星期二 25时35分~26时35分     |              |              |
| 日本全域        | BS11         | 2015年10月7日 - 12月23日      | 星期三 24时00分~24时30分     | BS卫星广播   |              |

| 播放地區        | 播放電視台      | 播放日期               | 當地播放時間                 | 所屬聯播網      | 備註            |
| 緋彈的亞莉亞 AA | 緋彈的亞莉亞 AA | 緋彈的亞莉亞 AA        | 緋彈的亞莉亞 AA              | 緋彈的亞莉亞 AA | 緋彈的亞莉亞 AA |
| --------------- | --------------- | ---------------------- | ---------------------------- | --------------- | --------------- |
| 臺灣            | Animax          | 2016年5月20日－5月31日 | 每日（週三以外）20:30－21:00 | 有線電視        | 有重播時段      |
| 臺灣            | Animax HD       | 2016年8月4日－8月15日  | 每天19:30－20:00             | 中華電信MOD     | 有重播時段      |
| 香港            | Animax          | 2016年7月5日－7月25日  | 星期一 22:00－23:00          |                 |                 |

### 關聯商品

#### Blu-ray / DVD
| 1 | 2011年6月22日  | 第1話+特典        | ZMXZ-7191 | ZMBZ-7201 |
| 2 | 2011年7月27日  | 第2話－第3話      | ZMXZ-7192 | ZMBZ-7202 |
| 3 | 2011年8月24日  | 第4話－第5話      | ZMXZ-7193 | ZMBZ-7203 |
| 4 | 2011年9月21日  | 第6話－第7話      | ZMXZ-7194 | ZMBZ-7204 |
| 5 | 2011年10月26日 | 第8話－第9話      | ZMXZ-7195 | ZMBZ-7205 |
| 6 | 2011年11月25日 | 第10話－第11話    | ZMXZ-7196 | ZMBZ-7206 |
| 7 | 2011年12月21日 | 第12話+TV未放送話 | ZMXZ-7197 | ZMBZ-7207 |

#### CD
| 發售日        | 名稱                                                               |
| ------------- | ------------------------------------------------------------------ |
| 2011年5月11日 | オープニングテーマ「Scarlet Ballet」                               |
| 2011年5月11日 | エンディングテーマ「カメリアの瞳」                                 |
| 2011年6月11日 | 教養学部 音楽教材 ORIGINAL SOUNDTRACK / 教職員：尾澤拓実 先生      |
| 2011年7月27日 | CDドラマシアター 1st                                               |
| 2011年7月27日 | 「緋弾のアリア」ラジオCD Bullet1 武偵高・広報室便り ～課外授業編～ |
| 2011年8月24日 | ＣＤドラマシアター 2nd                                             |
| 2011年8月24日 | 「緋弾のアリア」ラジオCD Bullet2 武偵高・広報室便り～調理実習編～  |

## 外部連結
- 緋彈的亞莉亞
  - MF文庫J《緋彈的亞莉亞》官方網站（日語）
  - 緋彈的亞莉亞電視動畫官方網站（日語）
  - CR緋彈的亞莉亞（日語）
  - 角子機 緋彈的亞莉亞（日語）
  - CR緋彈的亞莉亞II（日語）
  - P緋彈的亞莉亞III（日語）
  - P緋彈的亞莉亞～緋緋神降臨～ （日語）
  - 緋彈的亞莉亞的X（前Twitter）
- 緋彈的亞莉亞AA
  - 緋彈的亞莉亞AA | 作品紹介 | ヤングガンガン YOUNG GANGAN OFFICIALSITE（日語）
  - 緋彈的亞莉亞AA電視動畫官網（日語）
  - 電視動畫「緋彈的亞莉亞AA」的X（前Twitter）
  - CR緋弾的亞莉亞AA | 藤商事（日語）